# Уайт (окръг, Индиана)
Вижте пояснителната страница за други значения на Уайт.
Окръг Уайт (на английски: White County) е окръг в щата Индиана, Съединени американски щати. Площта му е 1318 km², а населението е 24 688 души (1 април 2020). Административен център е град Монтиселоу.